# IAAF World Relays 2014 – sztafeta 4 × 800 metrów mężczyzn
Sztafeta 4 × 800 metrów mężczyzn – jedna z konkurencji rozegranych podczas IAAF World Relays 2014 na Thomas Robinson Stadium w Nassau.

## Terminarz
| Data    | Godzina |       |
| ------- | ------- | ----- |
| 24 maja | 18:15   | Finał |

## Rekordy
| Rekord świata                                  | Kenia · (Joseph Mwengi Mutua, William Yiampoy, Ismael Kombich, Willfred Bungei)             | 7:02,43                  | Bruksela, Belgia              | 25 sierpnia 2006         |
| Listy światowe                                 | Villanova University (Josh Lampron, Dusty Solis, Jordan Williamsz, Samuel Ellison)          | 7:16,58                  | Filadelfia, Stany Zjednoczone | 26 kwietnia 2014         |
| Rekord Afryki                                  | Kenia · (Joseph Mwengi Mutua, William Yiampoy, Ismael Kombich, Willfred Bungei)             | 7:02,43                  | Bruksela, Belgia              | 25 sierpnia 2006         |
| Rekord Ameryki Południowej                     | Brak oficjalnego rekordu                                                                    | Brak oficjalnego rekordu | Brak oficjalnego rekordu      | Brak oficjalnego rekordu |
| Rekord Ameryki Północnej, Środkowej i Karaibów | Stany Zjednoczone · (Jebrech Harris, Khadevish Robinson, Samuel Burley, David Krummenacker) | 7:02,82                  | Bruksela, Belgia              | 25 sierpnia 2006         |
| Rekord Australii i Oceanii                     | Australia                                                                                   | 7:19,0                   | Dublin, Irlandia              | 22 sierpnia 1966         |
| Rekord Azji                                    | Katar · (Saeed Majed Sultan, Salem Amer Al-Badri, Abdulrahman Suleiman, Abubaker Ali Kamal) | 7:06,66                  | Bruksela, Belgia              | 25 sierpnia 2006         |
| Rekord Europy                                  | Wielka Brytania · (Peter Elliott, Garry Cook, Steve Cram, Sebastian Coe)                    | 7:03,89                  | Londyn, Wielka Brytania       | 30 sierpnia 1982         |

## Rezultaty

### Finał
| Poz. | Tor | Reprezentacja     | Zawodnicy                                                                      | Rezultat | Uwagi |
| ---- | --- | ----------------- | ------------------------------------------------------------------------------ | -------- | ----- |
| 01 ! | 2   | Kenia             | Ferguson Rotich, Sammy Kirongo, Job Kinyor, Alfred Kipketer                    | 7:08,40  | CR    |
| 02 ! | 1   | Polska            | Karol Konieczny, Szymon Krawczyk, Marcin Lewandowski, Adam Kszczot             | 7:08,69  | NR    |
| 03 ! | 8   | Stany Zjednoczone | Michael Rutt, Robby Andrews, Brandon Johnson, Duane Solomon                    | 7:09,06  | SB    |
| 4.   | 3   | Australia         | Joshua Ralph, Ryan Gregson, Jordan Williamsz, Jared West                       | 7:11,48  | AR    |
| 5.   | 5   | Hiszpania         | Kevin López, Luis Alberto Marco, Alejandro Rodríguez, Francisco Roldán         | 7:19,90  | SB    |
| 6.   | 8   | Meksyk            | Bryan Martinez, Cesar Daniel Belman, Christopher Sandoval, José María Martínez | 7:21,12  | NR    |
| 7.   | 7   | Bermudy           | Shaquille Dill, Aaron Evans, Lamont Marshall, Trey Simons                      | 7:21,87  | NR    |
| 8.   | 6   | Słowacja          | Jozef Repčík, Jozef Pelikán, Dušan Páleník, Tomas Timoransky                   | 7:32,87  | NR    |
| 9.   | 4   | Uganda            | Peter Agaba, Julius Mutekanga, Peter Okwera, Geoffrey Akena                    | 7:53,34  | NR    |